# Градостроительное зонирование

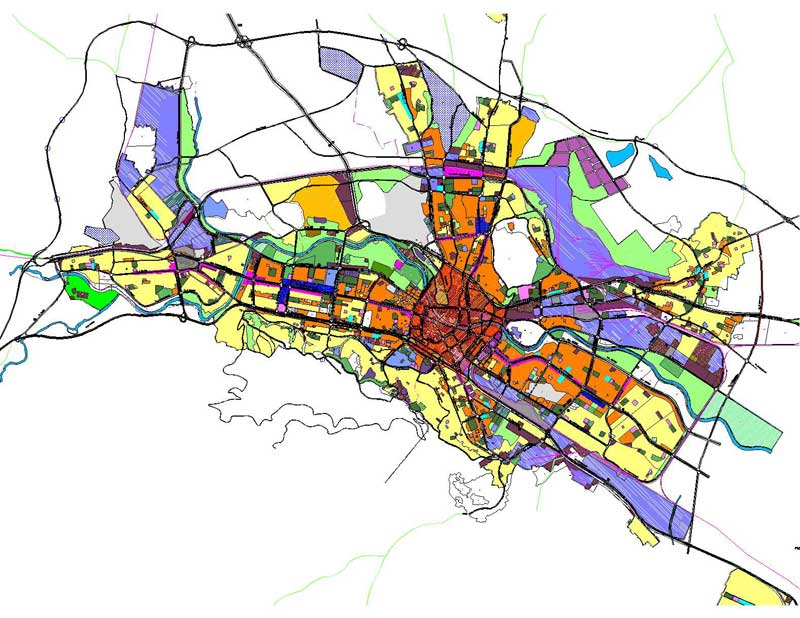
На схеме зонирования Генерального плана города Скопье различные городские зоны отмечены разным цветом.

Градостроительное зонирование — это разбивка территорий муниципальных образований в целях определения территориальных зон и установления градостроительных регламентов; вид градостроительной деятельности.
Градостроительное зонирование существует в условиях рынка недвижимости, когда у объектов недвижимости могут меняться собственники. При этом возникает объективная необходимость установить права на использование и строительное изменение объектов недвижимости таким образом, чтобы они могли сохранять силу и в случаях смены собственников. В этом состоит фундаментальный принцип, присущий всем национальным системам зонирования.
Результатом и документом градостроительного зонирования являются правила землепользования и застройки.

## Принципы зонирования
Один из первых видных специалистов по зонированию в штате Массачусетс, Филип Николс (The Massachusetts Law of Zoning and Planning, 1943), предложил следующее описание основных принципов современного зонирования: «Зонирование представляет собой разделение города на районы, проводимое имеющим полномочия органом; в каждом таком районе имеется запрет на использование земли для некоторых целей, которые, хотя сами по себе и безопасны, но наносят вред общественному благополучию за счет создания помех для использования земли для тех целей, для которых она наилучшим образом приспособлена. Зонирование обычно также включает ограничения на размер участков, высоту и размер зданий, и плотность заселения земли, эти параметры могут быть различными в различных районах, так чтобы соответствовать тем целям, для которых используется земля в данном районе. Использование районов, устанавливаемых с помощью зонирования, обычно является следующим: жилые, деловые, торговые, промышленные. Обычным является классифицирование использования районов на основании жесткости ограничений, начиная от чисто жилого района и кончая районом с неограниченным использованием. Зонирование, как правило, не имеет обратной силы, и ограничения обычно применяются к зданиям, которые сооружаются или перестраиваются сейчас, или по отношению к использованию собственности, которое начинается после введения зонирования. Зонирование, таким образом, является ограничением на использование имущества, а не требованием изъятия или сноса строений и является оправданным как исполнение полицейских полномочий государства, а не как права государства на принудительное отчуждение частной собственности. Единственной компенсацией, которую получает хозяин собственности при наложении ограничений на её использование, является то преимущество, которое получает эта собственность от наложения аналогичных ограничений на остальную собственность в данном районе».

## Зонирование в России
Земельный кодекс Российской Федерации использует понятие зонирование территорий. Правовой режим земель определяется исходя из их принадлежности к той или иной категории земель и разрешенного использования в соответствии с зонированием территорий. Для категории земель населенных пунктов зонированием территорий будет отнесение земельных участков к территориальным зонам в соответствии с градостроительными регламентами.
Понятиям «градостроительное зонирование» и «зонирование территорий» ранее в Градостроительном кодексе Российской Федерации от 07.05.1998 № 73-ФЗ соответствовали понятия:

правовое зонирование — деятельность органов местного самоуправления в области разработки и реализации правил землепользования и застройки территорий городских и сельских поселений, других муниципальных образований;

зонирование — деление территории на зоны при градостроительном планировании развития территорий и поселений с определением видов градостроительного использования установленных зон и ограничений на их использование.

## Зонирование в Западной Европе
Считается, что современная концепция зонирования была создана во Франции Наполеоном, когда он издал декрет 1810 года о защите определённых районов городов от вредного использования. Затем подобные законы были изданы в Пруссии и Германской империи.
Зонирование земли по видам использования стало обычной практикой в европейских городах в конце XIX века. Закон 1909 года о планировании городов, принятый в Англии ввел ещё концепцию общего городского плана.
Особенностями западноевропейской системы зонирования являются:
- высокая самостоятельность органов местного самоуправления в проведении и реализации зонирования при координации интересов соседних муниципалитетов и органов власти вышестоящих уровней посредством планов регионального развития;
- двухстадийная система городского планирования: сначала разрабатываются общие пространственные схемы/планы рекомендательного характера — директивные схемы (Франция) или планы использования территории (Германия); а затем на местном уровне разрабатываются планы землепользования (Франция) или планы застройки (Германия);
- реализация зонирования как совокупности документов (планов землепользования, планов застройки), каждый из которых перекрывает только часть городской территории или административный район;
- высокая степень детализации и конкретности видов разрешенного использования и предельные параметры строительного изменения недвижимости.[2]

## Зонирование в США
До начала XX века землевладелец мог свободно распоряжаться своим участком без вмешательства властей, единственным ограничением была правовая теория причинения неудобств, которая запрещала неразумное использование земли, могущее повредить общественному здоровью и безопасности. Однако этого не было достаточно и вследствие неконтролируемого строительства в XIX веке в городских кварталах возникала нездоровая скученность населения.
В штате Массачусетс в 1822 году был принят Строительный закон для города Бостона, который накладывал ограничения на высоту сооружаемых впредь зданий: не более 125 футов, и не более чем 2,5 ширины улицы, на которой здание находится. В 1904 году правительство штата поделило Бостон на два района: один предназначался в основном для жилья, и здесь высота зданий ограничивалась 80 футами, а второй — в основном для деловых целей, и здесь допустимая высота составляла 125 футов. Этот закон был оспорен как противоречащий конституции штата в части неприкосновенности частной собственности, но его конституционность была подтверждена решениями Верховного суда Массачусетса (1907 год, дело «Велч против Свейзи» (193 Mass. 364)) и Верховного суда США (1909 год) (214 U.S. 91). Судебные решения по этому делу позволили принять в 1914 году в штате Нью-Йорк закон, устанавливающий первый полный свод правил зонирования в США. Поводом для этого послужило возведение небоскрёба Эквитбл-Билдинг (Бродвей, 120), который лишал солнечного света существенную территорию к северу от него.
В 1920-е годы министерство торговли США опубликовало типовые правила зонирования. Они послужили образцом, которому последовало большинство законодателей штатов, наделивших местные органы власти полномочиями издавать положения о зонировании.
Вопрос о том, не нарушает ли зонирование Конституцию США вновь рассматривался Верховным судом США по делу «Евклид против кампании Амблер Реалти» (272 U.S. 365 (1926)). Верховный суд США постановил, что общие принципы зонирования, основанные на «полицейских полномочиях» штата, находятся в рамках полномочий законодательных собраний штата. В результате к 1931 году все штаты приняли законы, разрешающие муниципальное зонирование.
Особенностями системы зонирования в США являются:
- одноэтапное зонирование — на всю территорию и по всем компонентам (виды разрешенного использования недвижимости, предельные параметры разрешенного строительного изменения недвижимости и предельные размеры земельных участков);
- рекомендательное значение генеральных планов (за исключением некоторых штатов, где им придается характер обязательных документов, которые используются как основа для разработки местных нормативных актов о зонировании);
- зонирование в форме проектов подразделения свободных территорий на земельные участки для последующей застройки, при этом могут предлагаться поправки к регламентам зонирования, которые должны пройти установленные процедуры согласования и утверждения.[2]